# Eckardt Opitz
Pour les articles homonymes, voir Opitz.
Eckardt Opitz, né le 29 décembre 1938 à Bad Bevensen et mort le 6 mai 2025 à Hambourg, est un officier allemand (lieutenant-colonel) et historien.

## Biographie
Opitz grandit dans la Lande du Nord (de) et passe son Abitur à Hambourg. Dans l'armée (Bundeswehr), il atteint le grade de lieutenant dans la réserve. Il étudie ensuite l'allemand, l'histoire (examen d'État) et la littérature comparée à l'université de Hambourg, puis l'histoire et la philosophie à l'Université rhénane Frédéric-Guillaume de Bonn. Avec une thèse de doctorat sous la direction de Walther Hubatsch, il obtient son doctorat à Bonn en 1968. Il est ensuite réintégré et utilisé comme officier de troupe (capitaine). Entre autres choses, il est chargé de cours à l'école des officiers et auprès du secrétaire d'État parlementaire au ministère fédéral de la Défense. De 1971 à 1973, Opitz, lui-même membre du SPD, est consultant et adjudant auprès du ministre de la Défense de l'époque, Helmut Schmidt. Il prend sa retraite en 1973 en tant que lieutenant-colonel.
Il est membre des comités fondateurs de l'Université Helmut-Schmidt/Université de la Bundeswehr à Hambourg (de) et de l'Université de la Bundeswehr à Munich. De 1974 à 2003, il est professeur d'histoire moderne au département d'éducation de l'université Helmut-Schmidt de Hambourg-Jenfeld. En 1989, il fonde le cours d'histoire. À partir de 1999, il est vice-président de l'Université de la Bundeswehr. Auparavant, il est porte-parole du ministère de l'Éducation à deux reprises et membre du Sénat. Ses étudiants académiques incluent Michael Busch (de), Jörg Hillmann (de), Sven Lange (de) et Peter Löw (de). De 1981 à 1988, il est président de la Société d'étude des problèmes temporels (de) à Bonn et rédacteur en chef de la revue Beiträge zur Politischen Bildung. Il est également président du Forum scientifique pour la sécurité internationale (de) (WIFIS) à Hambourg. En 1993, il devient consultant puis professeur d'histoire à la Fondation du duché de Lauenbourg (de). À partir de 1997, il publie les Kolloquien der Lauenburgischen Akademie et la série de publications de la fondation. Ses publications dans la maison d'édition Dr. Dieter Winkler (de) traite de l'histoire militaire, de l'histoire de l'État et de la politique de sécurité. Il s'intéresse à l'histoire du Schleswig-Holstein.

## Honneurs
- Croix d'honneur de la Bundeswehr en or (2003)

## Monographies
- Österreich und Brandenburg im schwedisch-polnischen Krieg 1655 bis 1660. Vorbereitung und Durchführung der Feldzüge nach Dänemark und Pommern (= Wehrwissenschaftliche Forschungen, Abteilung Militärgeschichtliche Studien. Band 10). Boldt, Boppard 1969,  (ISBN 3-7646-1530-3).
- Die unser Schatz und Reichtum sind. 60 Porträts aus Schleswig-Holstein. Christians, Hamburg 1990,  (ISBN 3-7672-1115-7).
- Die Bernstorffs. Eine europäische Familie (= Kleine Schleswig-Holstein-Bücher. Band 51). Boyens, Heide 2001,  (ISBN 3-8042-0992-0).

## Rédactions
- mit Klaus-Jürgen Müller: Militär und Militarismus in der Weimarer Republik. Beiträge eines internationalen Symposiums an der Hochschule der Bundeswehr Hamburg am 5. und 6. Mai 1977. Droste, Düsseldorf 1978,  (ISBN 3-7700-0519-8).
- Gerhard von Scharnhorst. Vom Wesen und Wirken der preußischen Heeresreform. Ein Tagungsband (= Schriftenreihe des Wissenschaftlichen Forums für Internationale Sicherheit, Bd. 12). Edition Temmen (de), Bremen 1998,  (ISBN 3-86108-719-7).
- mit Reinhard Scheiblich: Auf Otto von Bismarcks Spuren. Ellert & Richter, Hamburg 1998,  (ISBN 3-89234-755-7).
- Das Revolutionsjahr 1848 im Herzogtum Lauenburg und in den benachbarten Territorien (= Kolloquium der Lauenburgischen Akademie für Wissenschaft und Kultur. Band 11). Rundum Verlag, Mölln 1999,  (ISBN 3-928866-16-8).
- Krieg und Frieden im Herzogtum Lauenburg und in seinen Nachbarterritorien vom Mittelalter bis zum Ende des Kalten Krieges (= Kolloquium der Lauenburgischen Akademie für Wissenschaft und Kultur. Band 11). Winkler, Bochum 2000,  (ISBN 3-930083-45-0).
- Forum Junge Wissenschaft der Lauenburgischen Akademie 1994–1999. Berichte über eine Veranstaltungsreihe der Lauenburgischen Akademie für Wissenschaft und Kultur (= Schriftenreihe der Stiftung Herzogtum Lauenburg. Band 24). Winkler, Bochum 2000,  (ISBN 3-930083-38-8).
- 50 Jahre Innere Führung. Von Himmerod (Eifel) nach Priština (Kosovo). Geschichte, Probleme und Perspektiven einer Führungsphilosophie (= Schriftenreihe des Wissenschaftlichen Forums für Internationale Sicherheit. Band 17). Edition Temmen, Bremen 2001,  (ISBN 3-86108-776-6).
- Herrschaft und Stände in ausgewählten Territorien Norddeutschlands vom Mittelalter bis ins 20. Jahrhundert (= Kolloquium der Lauenburgischen Akademie für Wissenschaft und Kultur. Band 13). Winkler, Bochum 2001,  (ISBN 3-930083-76-0).
- Schleswig-Holstein. Das Land und seine Geschichte in Bildern, Texten und Dokumenten. Ellert & Richter, Hamburg 2002,  (ISBN 3-8319-0084-1).
- Aufstieg, Herrschaft und Folgen des Nationalsozialismus im Herzogtum Lauenburg und in den Nachbarregionen (= Kolloquium der Lauenburgischen Akademie für Wissenschaft und Kultur. Band 14). Winkler, Bochum 2002,  (ISBN 3-930083-89-2).
- Herzogtum Lauenburg. Das Land und seine Geschichte. Ein Handbuch. Wachholtz, Neumünster 2003,  (ISBN 3-529-02060-5).
- mit Jörg Hillmann (de): 1789–1989, 200 Jahre Revolutionen in Europa. Ein Beispiel für die historisch-politische Bildung in den Streitkräften (= Kleine Schriftenreihe zur Militär- und Marinegeschichte. Band 5). Winkler, Bochum 2003,  (ISBN 3-89911-013-7).
- Seestrategische Konzepte vom kaiserlichen Weltmachtstreben zu Out-of-area-Einsätzen der Deutschen Marine (= Schriftenreihe des Wissenschaftlichen Forums für Internationale Sicherheit. Band 22). Edition Temmen, Bremen 2004,  (ISBN 3-86108-049-4).
- Ausgewählte Aspekte der Nachkriegsgeschichte im Kreis Herzogtum Lauenburg und in den Nachbarterritorien (= Kolloquium der Lauenburgischen Akademie für Wissenschaft und Kultur. Band 15). Winkler, Bochum 2004,  (ISBN 3-89911-022-6).
- 50 Jahre Bundeswehr – 50 Jahre Offizierausbildung (= Schriftenreihe des Wissenschaftlichen Forums für Internationale Sicherheit. Band 24). Ein Beitrag der Helmut-Schmidt-Universität der Bundeswehr Hamburg. Edition Temmen, Bremen 2007,  (ISBN 978-3-86108-079-4).
- Askanier-Studien der Lauenburgischen Akademie (= Kolloquium der Lauenburgischen Akademie für Wissenschaft und Kultur. Band 16). Winkler, Bochum 2010,  (ISBN 978-3-89911-132-3).
- Das Herzogtum Lauenburg im Spiegel der Literatur (= Kolloquium der Lauenburgischen Akademie für Wissenschaft und Kultur. Band 17). Winkler, Bochum 2011,  (ISBN 978-3-89911-181-1).
- Biografisches Lexikon Herzogtum Lauenburg. Im Auftrag der Stiftung Herzogtum Lauenburg, Husum, Husum 2015,  (ISBN 978-3-89876-778-1).